# Boissy-aux-Cailles
Boissy-aux-Cailles är en kommun i departementet Seine-et-Marne i regionen Île-de-France i norra Frankrike. Kommunen ligger i kantonen La Chapelle-la-Reine som tillhör arrondissementet Fontainebleau. År 2022 hade Boissy-aux-Cailles 274 invånare.

## Befolkningsutveckling
Antalet invånare i kommunen Boissy-aux-Cailles
| Referens: INSEE |